# B (serviço de metrô de Nova Iorque)

Serviço B
(Sixth Avenue Express)

Serviço B (Sixth Avenue Express) é um dos serviços (rotas) de trânsito rápido do metrô de Nova Yorque. Sobre os sinais de estações e de rota, e no mapa do metrô oficial deste serviço é marcado por uma etiqueta laranja (), porque em Manhattan esta rota utiliza a linha IND Sixth Avenue Line. Este serviço tem 45 estações em operação.